# Фемтохімія
Фемтохімія (англ. femtochemistry, рос. фемтохимия) — розділ хімії, де вивчаються явища, що відбуваються за дуже короткий час — 10–100 фс (1 фемтосекунда дорівнює 10–15 с), тобто в шкалі часу коливань хімічних зв'язків. Тут вивчається рух атомів під час хімічної реакції, тобто при переході від хімічних частинок реактантів через перехідний стан до хімічних частинок продуктів реакції.
У термінах молекулярної динаміки — це розділ, де вивчаються залежності від часу когерентної траєкторії однієї молекули, що представляє класичну картину руху реакції як хвильового пакета з вихідного стану через перехідний стан до кінцевих продуктів.

## Видатні постаті
Значний внесок до становлення фемтохімії був зроблений Ахмедом Зевейлом.